# Писарівська волость (Балтський повіт)
Писарівська волость — історична адміністративно-територіальна одиниця Балтського повіту Подільської губернії Російської імперії. Волосний центр — село Писарівка.
Станом на 1885 рік складалася з 39 поселень, 10 сільських громад. Населення — 12248 осіб (6079 чоловічої статі та 6169 — жіночої), 1567 дворових господарств.
|                     | Площа, десятин | У тому числі орної, дес. |
| ------------------- | -------------- | ------------------------ |
| Сільських громад    | 11118          | 8435                     |
| Приватної власності | 12997          | 6843                     |
| Казенної власності  | 507            |                          |
| Іншої власності     | 621            | 389                      |
| Загалом             | 25243          | 15667                    |

Поселення:
- Грабове
- Кодима (містечко)
- Лабушне (містечко)
- Писарівка
- Серби
- Французьке
- Шершенці